# Tauraco fischeri
Tauraco fischeri е вид птица от семейство Туракови (Musophagidae). Видът е почти застрашен от изчезване.

## Разпространение
Видът е разпространен в Кения, Сомалия и Танзания.